# Theodoros Metochites

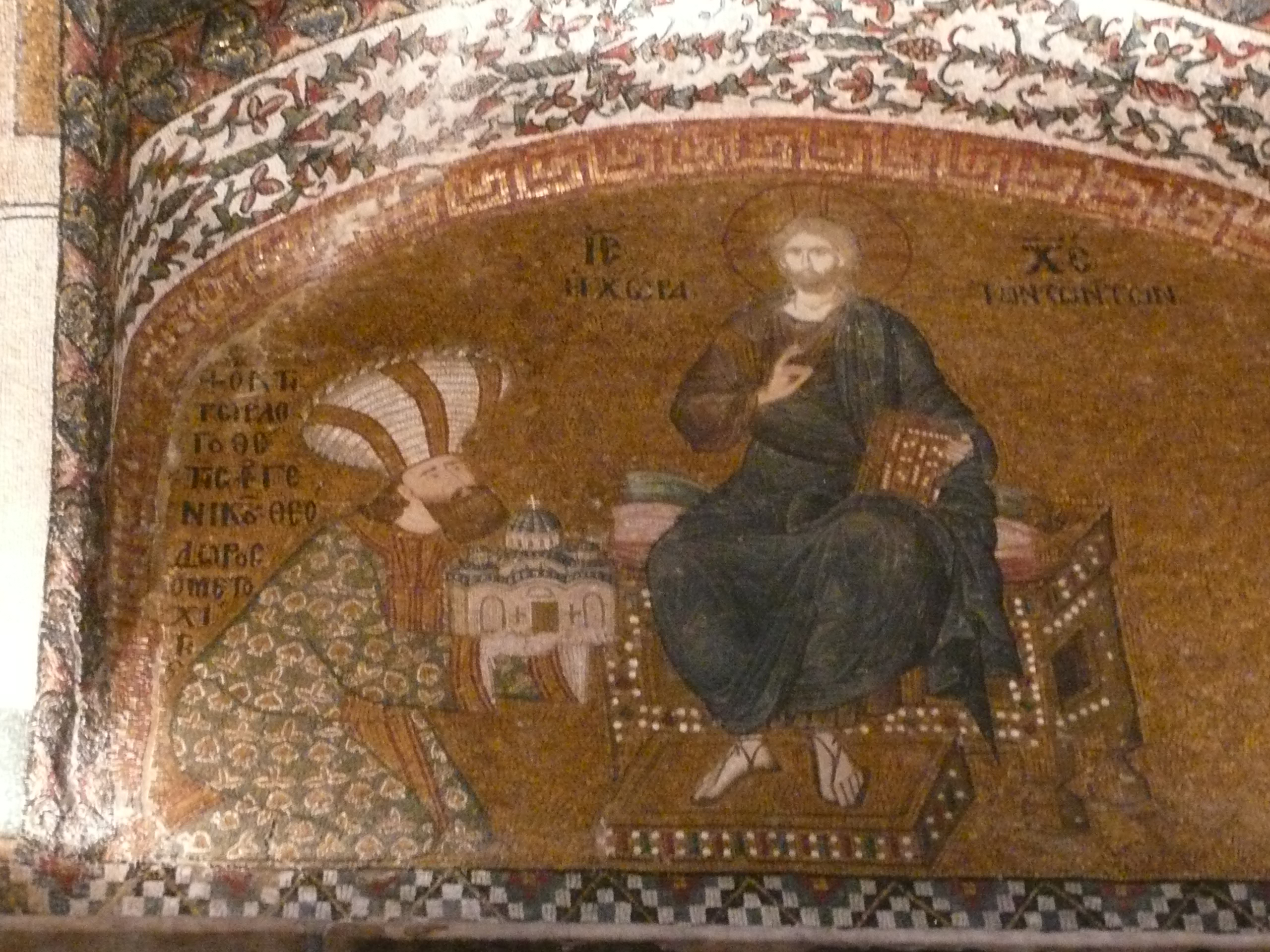
Theodoros Metochites präsentiert das Modell der renovierten Chora-Kirche dem Christus Pantokrator

Theodoros Metochites (mittelgriechisch Θεόδωρος Μετοχίτης; * 1270 in Konstantinopel; † 13. März 1332 ebenda) war ein byzantinischer Diplomat, hoher Regierungsbeamter, Theologe, Philosoph, Historiker, Astronom, Dichter und Kunstmäzen. Von ca. 1305 bis 1328 war er Kanzler und persönlicher Berater (mesaxōn) des Kaisers Andronikos II. Palaiologos.

## Leben
Metochites war Sohn des Erzdiakons Georgios Metochites, eines leidenschaftlichen Verfechters der Kirchenunion. Nach der Zweiten Synode von Blachernai wurde sein Vater verurteilt und ins Exil geschickt. Metochites scheint seine Jugend in den klösterlichen Milieus von Bithynien in Kleinasien verbracht zu haben. Er widmete sich den Studien weltlicher und religiöser Autoren. Als Andronikos II. 1290/1291 Nicäa besuchte, machte Metochites offenbar einen solchen Eindruck auf ihn, dass er ihn unverzüglich an den Hof berief, und zum Logotheten ernannte. Etwa ein Jahr später wurde er zum Senator ernannt. Neben der Wahrnehmung seiner politischen Aufgaben (diplomatische Missionen in Kilikien 1295 und in Serbien 1299), fuhr Metochites fort zu lernen und zu schreiben. 1312/1313 begann er mit dem Studium der Astronomie bei Manuel Bryennios, später wurde er selbst Lehrer von Nikephoros Gregoras. Theodoros Metochites war verheiratet und hatte fünf Söhne sowie eine Tochter, Irene, die mit Johannes Palaiologos dem Statthalter von Thessalonike, einem Neffen Andronikos II. verheiratet war.
Der Höhepunkt von Metochites politischer Karriere war seine Ernennung zum Großlogotheten 1321. Er war damals einer der reichsten Männer seiner Zeit. Einen Teil seines Vermögens verwendete er für die Wiederherstellung und Ausstattung der Kirche des Chora-Klosters im Nordwesten von Konstantinopel, wo Metochites, als Stifter dargestellt, auf einem Mosaik im Narthex, über dem Eingang zum Kirchenschiff noch heute zu sehen ist.
Metochites Schicksal war mit dem seines Kaisers eng verbunden. Nach einigen Jahren Bürgerkrieg wurde Andronikos II. am 24. Mai 1328  von seinem Enkel Andronikos III. Palaiologos gestürzt. Metochites und die anderen Führer des alten Regimes fielen in Ungnade. Metochites wurde seines Besitzes beraubt und ins Exil in Didymoteichon geschickt. 1330 wurde ihm die Rückkehr nach Konstantinopel gestattet. Er zog sich in das Chora-Kloster zurück und nahm den Namen Theoleptos an. Theodoros Metochites starb im Kloster am 13. März 1332.

## Werke
Metochites’ Werk umfasst 20 Gedichte in daktylischen Hexametern, 18 Reden (Logoi), Kommentare zu Aristoteles’ Schriften zur Naturphilosophie, eine Einführung in das Studium der ptolemäischen Astronomie (Stoicheiosis astronomike) und 120 Aufsätze über verschiedene Themen, die Semeioseis gnomikai. Viele dieser Werke sind noch nicht ediert.

## Textausgaben und Übersetzungen
- Theodorus Metochites: Paraphrasis in Aristotelis universam naturalem philosophiam (= Commentaria in Aristotelem Graeca. Bd. 3). Übersetzt von Gentianus Hervetus. Neudruck der 1. Ausgabe, Basel 1559, mit einer Einleitung von Charles Lohr. Frommann-Holzboog, Stuttgart-Bad Cannstatt u. a. 1992, ISBN 3-7728-1223-6.
- Jeffrey M. Featherstone (Hrsg.):  Theodore Metochites’s Poems “To Himself”. Introduction, Text, and Translation (= Byzantina Vindobonensia. Band 23). Verlag der Österreichischen Akademie der Wissenschaften, Wien 2000, ISBN 3-7001-2853-3
- Karin Hult (Hrsg.): Theodore Metochites on Ancient Authors and Philosophy. Semeioseis gnomikai 1–26 & 71 (= Studia Graeca et Latina Gothoburgensia. Bd. 65). Acta Universitatis Gothoburgensis, Göteborg 2002, ISBN 91-7346-434-1 (kritische Edition mit englischer Übersetzung)
- Hendrik Joan Drossaart Lulofs: Aristoteles De somno et vigilia liber. Adiectis veteribus translationibus et Theodori Metochitae commentario. Burgersdijk & Niermans u. a., Leiden 1943 (zugleich: Utrecht, Universität, Dissertation, 1943).
- Börje Bydén (Hrsg.): Theodoros Metochites: paraphrase of Aristotle, De anima. Critical edition with introduction and translation. (= Commentaria in Aristotelem Graeca et Byzantina. Series academica, 8). De Gruyter, Berlin, Boston 2022. – Rezension von Sophia Xenophontos, Bryn Mawr Classical Review 2024.05.37
- Didier Clerc (Hrsg.): Théodore Métochite, Comparaison de Démosthène et d’Aristide. Introduction, traduction «princeps» et commentaire. (Sapheneia, 24). Schwabe Verlag, Basel 2024, ISBN 9783796549991.